# Bertea
Bertea est une commune roumaine du județ de Prahova, dans la région de Valachie et dans la région de développement du Sud.

## Géographie
La commune de Bertea est située dans le Nord du județ, dans les collines subcarpatiques et dans les Carpates courbes, à 5 km au nord-ouest de Slănic et à 40 km au nord-ouest de Ploiești, le chef-lieu du județ.
La municipalité est composée des deux villages suivants (population en 1992) :
- Bertea (3 316), siège de la commune ;
- Lutu Roșu (217).

## Politique
| Parti | Parti                                            | Sièges |
| ----- | ------------------------------------------------ | ------ |
|       | Parti national libéral (PNL)                     | 5      |
|       | Parti social-démocrate (PSD)                     | 4      |
|       | Alliance des libéraux et démocrates (ALDE)       | 1      |
|       | Indépendant                                      | 1      |
|       | Parti Mouvement populaire (PMP)                  | 1      |
|       | Parti national paysan chrétien-démocrate (PNȚCD) | 1      |

## Religions
En 2002, la composition religieuse de la commune était la suivante :
- chrétiens orthodoxes, 96,92 % ;
- chrétiens évangéliques, 2,64 % ;
- adventistes du septième jour, 0,29 %.

## Démographie
En 2002, la commune comptait 3 441 Roumains (99,97 %).
| 1992  | 2002  | 2007  |
| ----- | ----- | ----- |
| 3 533 | 3 442 | 3 415 |

## Économie
L'économie de la commune repose sur l'agriculture (vergers), l'élevage, l'apiculture, l'exploitation des forêts et les métiers de l'artisanat traditionnel (sculpture, bois, tissages, fourrures). Bertea possède d'autre part un véritable potentiel touristique (randonnées en montagne) qui reste à mettre en valeur.

## Communications

### Routes
La route régionale DJ101T se dirige vers le nord, les montagnes des Carpates, Secăria et la vallée de la rivière Doftana. Vers le sud, elle rejoint Aluniș et Ploiești.

## Lieux et monuments
- Église de la Ste-Trinité (Sf. Treime) du XIXe siècle.